# Кінотеатр імені Олександра Довженка (Київ)
Кінотеатр імені Олександра Довженка — колишній київський кінотеатр, що знаходився на проспекті Перемоги, № 24а.
Кінотеатр збудований у 1962 році за типовим проєктом. 1979 року був реконструйований. Мав один кінозал на 1014 місць. Був пристосований для показу широкоформатних, широкоекранних фільмів і фільмів звичайного формату.
25 липня 2010 року кінотеатр знесений. На його місті побудовані житловий комплекс і торговельно-розважальний центр «Smart Plaza Polytech» з кінотеатром.